# USS Whidbey Island (LSD-41)
USS Whidbey Island (LSD-41) – amerykański okręt desantowy-dok, jednostka wiodąca typu Whidbey Island. Pierwszy w historii US Navy okręt noszący tę nazwę, pochodzącą od wyspy Whidbey Island.

## Historia okrętu

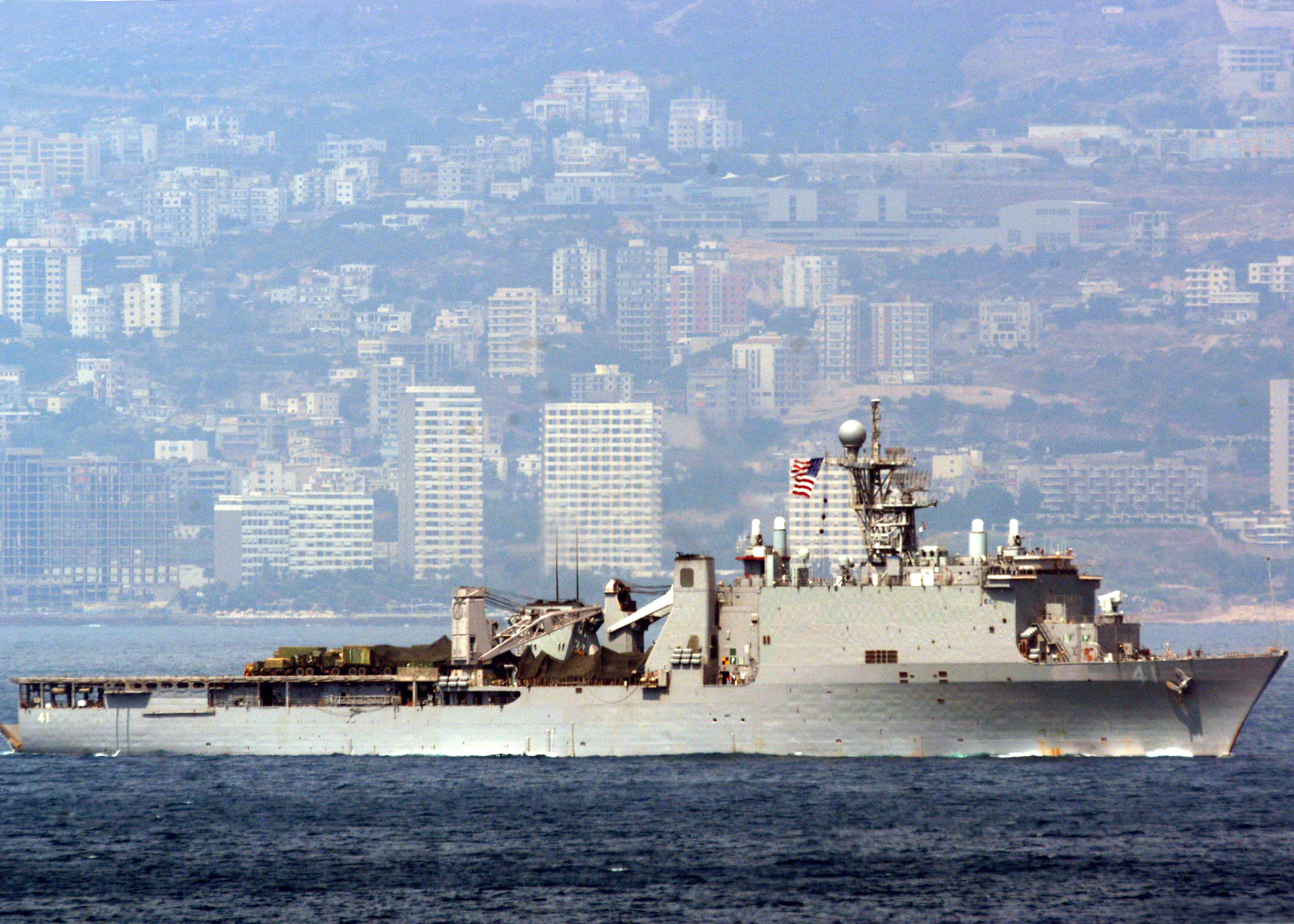
USS „Whidbey Island” na tle Bejrutu.

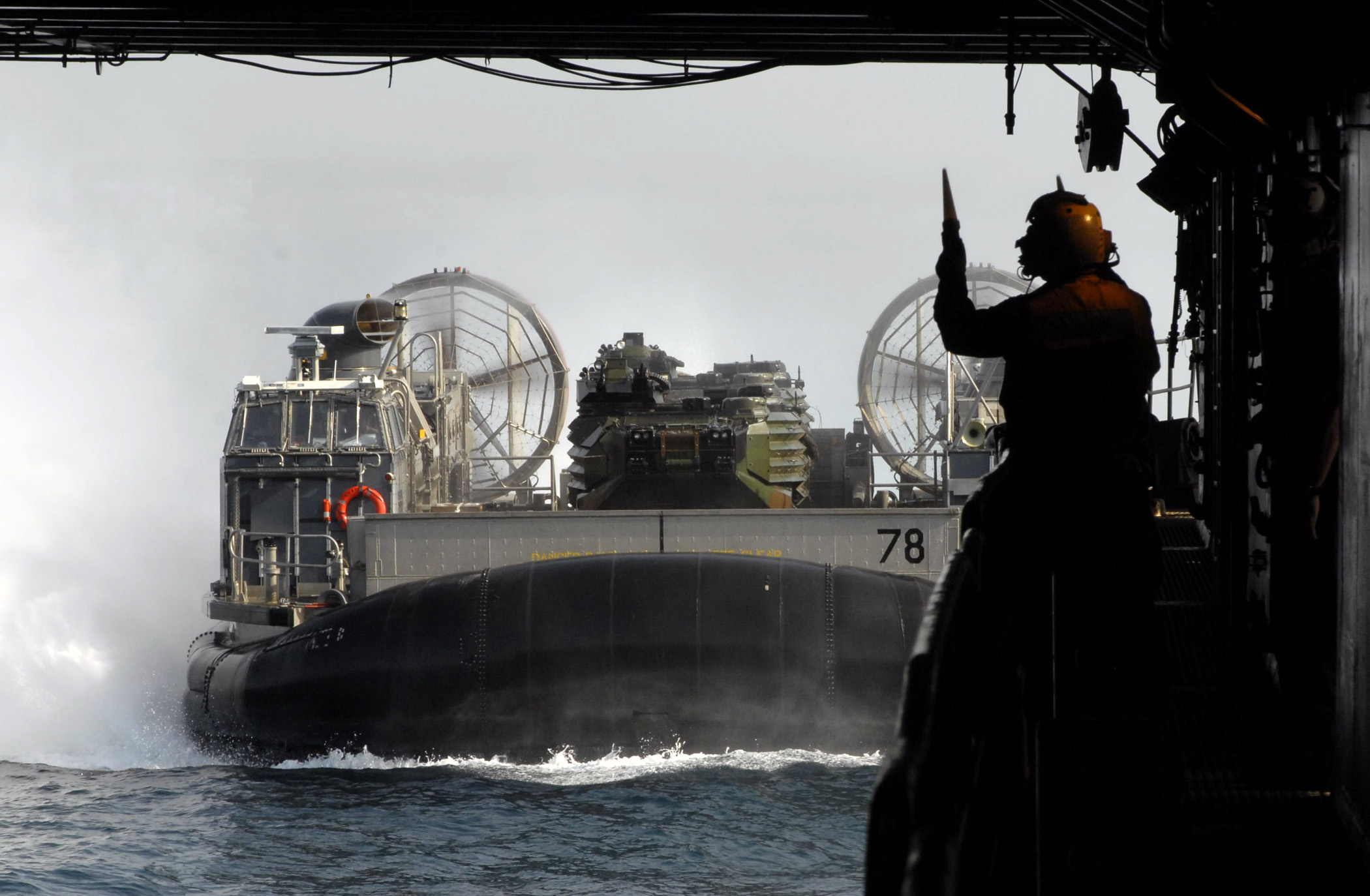
Poduszkowiec zbliża się do doku USS „Whidbey Island”.

Kontrakt na budową USS „Whidbey Island” przyznano stoczni Lockheed Shipbuilding Company z Seattle w lutym 1981 roku. Stępkę położono 4 sierpnia, trzy i pół roku później jednostkę przyjęto do służby w US Navy.
W sierpniu 1986 roku USS „Whidbey Island” wyruszył na pierwszą misję, NATO-wskie ćwiczenia Northern Wedding/Bold Guard ’86. Jesienią 1989 roku pomagał dostarczyć pomoc humanitarną ofiarom huraganu Hugo na Morzu Karaibskim. Trzy lata później stał się pierwszym amerykańskim okrętem desantowym, który wszedł na wody Morza Czarnego. Na przełomie 1994 i 1995 roku wziął udział w operacji Uphold Democracy (przywrócenie do władzy legalnie wybranego prezydenta Haiti, Jeana-Bertranda Aristide’a), a następnie udał się na Adriatyk, by nadzorować przestrzegania postanowień układu z Dayton.
W XXI wieku USS „Whidbey Island” brał udział w operacji Enduring Freedom, pomagał w ewakuacji cywilów podczas kryzysu libańskiego i uczestniczył w działań przeciw piratom u wybrzeży Somalii.

## Opis techniczny
USS „Whidbey Island” to pierwszy amerykański okręt stworzony z myślą o wykorzystywaniu poduszkowców desantowych LCAC, może przewozić cztery takie pojazdy. Jest przystosowany do pomieszczenia 402 żołnierzy piechoty morskiej, plus dodatkowych 102 na krótki okres. Okręt ma też pokład lotniczy dla śmigłowców.
Okręt jest wyposażony w dwa zestawy Phalanx do samoobrony. Od modernizacji w 2000 roku okręt dysponuje dwiema wyrzutniami pocisków rakietowych RAM.